# Detkovac
Detkovac – wieś w Chorwacji, w żupanii virowiticko-podrawskiej, w gminie Gradina. W 2011 roku liczyła 307 mieszkańców.